# Chão (álbum de Mafalda Veiga)
Chão é o nono álbum de estúdio de Mafalda Veiga, publicado em 2008 pelas edições Valentim de Carvalho. O álbum foi produzido por Miguel Ferreira, Antonio Pinto e Mafalda Veiga. Foi gravado por Mário Pereira nos Estúdios Vale de Lobos.

## Faixas
1. "Abraça-me Bem"
2. "Estrada"
3. "Entre Achados e Perdidos"
4. "Outra Margem de Mim"
5. "Balançar"
6. "Antes da Escuridão"
7. "Pressinto"
8. "Ao Teu Redor"
9. "Faz Parte"
10. "Os Dias"
11. "Imortais"
12. "Era uma Vez um Pensamento Teu"